# Mynes geoffroyi
Espèce
Mynes geoffroyi est une espèce de lépidoptères (papillons) de la famille des Nymphalidae.

## Répartition
- Australie, Nouvelle-Zélande, Nouvelle-Guinée.